# Aristides Pereira
Aristides Maria Pereira (Boa Vista, 17 de novembre de 1923 - Coïmbra, 22 de setembre de 2011) va ser un polític capverdià, primer president de Cap Verd.

## Biografia
Va néixer a l'illa de Boa Vista. Va començar la seva vida professional treballant com a radiotelegrafista, arribant a Cap dels Serveis de Telecomunicacions a Guinea-Bissau. Des de finals dels anys 1940 es va veure fortament involucrat en la lluita anticolonial, organitzant vagues escalant dins la jerarquia del seu partit, el Partit Africà per la Independència de Guinea i Cap Verd (PAIGC), fundat per ell i Amílcar Cabral el 1956 i del que n'arribaria a ser secretari general el 1973. En l'activitat clandestina sovint utilitzà el pseudònim Alfredo Bangura.
Encara que en convertir-se en president el 1975 inicialment es va comprometre a dirigir una nació democràtica i socialista, s'agreuja la pobresa crònica del país mitjançant el bandejament de la dissidència després de l'enderrocament de Luís de Almeida Cabral. Cabral va ser president de Guinea Bissau i aliat de Pereira en la direcció d'unir els dos estats lusòfons. No obstant això, Cap Verd tenia una molt millor situació dels drets humans que la majoria dels països d'Àfrica i era conegut com un dels més democràtics (tot i la restricció de l'activitat dels partits), degut als poders delegats als comitès ciutadans locals. Cap Verd és un dels pocs estats africans on mai ha estat en vigor la pena de mort. Després del cop d'estat a Bissau que va enderrocar al president Luís Cabral i el va reemplaçar per Nino Vieira, al novembre de 1980, es va acabar qualsevol intent formal per aconseguir la unitat amb Guinea Bissau. La repressió política va disminuir considerablement però el sistema unipartidista establert pel Partit Africà per la Independència de Cap Verd es va mantenir fins a 1990.
Les polítiques del país durant el règim de Pereira tendien cap a la no alineació de la Guerra Freda i les reformes econòmiques per ajudar els camperols. El seu país es va aliar amb els règims polèmics de la Xina i Líbia. El 1986 va rebre la Gran Creu de l'Orde de l'Infant Dom Henrique. Pedro Pires va servir com a primer ministre durant la durada de la presidència de Pereira.
Després que el PAICV va decidir introduir la democràcia multipartidista al febrer de 1990, Pereira va deixar el càrrec de secretari general de PAICV al juliol de 1990 i va ser succeït en aquest lloc per Pires. Pereira va ser el candidat del PAICV a les eleccions presidencials de febrer de 1991, però António Mascarenhas Monteiro el va derrotar per un ampli marge.
En honor seu, l'aeroport de Rabil, a l'illa de Boa Vista, fou reanomenat oficialment Aeroport Internacional Aristides Pereira el 19 de novembre de 2011.